# Головнокомандувач Збройних сил України
Головнокомандувач Збройних Сил України — найвища військова посадова особа у Збройних Силах України. Здійснює через Генеральний штаб Збройних Сил України безпосереднє військове керівництво ЗСУ. Підпорядковується військово-політичному керівництву України на чолі з Верховним Головнокомандувачем Збройних сил України.
Загалом, організовує підготовку Збройних Сил України та інших сил оборони до їхнього застосування з відсічі збройній агресії та здійснює безпосереднє військове керівництво під час бойових дій.  Ресурсне забезпечення ЗСУ та визначення оборонної політики — завдання Міністерства оборони України; визначення вимог до сил оборони та їхніх потреб у ресурсах, стратегічне планування, технічне оснащення тощо — завдання Генерального штабу ЗСУ.

## Законодавчий статус
Головнокомандувач Збройних Сил України — особа, яка здійснює безпосереднє військове керівництво Збройними Силами України, контроль стану забезпечення армії військовою технікою, озброєнням та іншими ресурсами, звітується перед президентом і міністром оборони про досягнення військово-стратегічних цілей у сфері оборони.
При цьому, Законом України «Про Збройні Сили України», визначається, що безпосереднє військове керівництво — діяльність, спрямована на здійснення заходів щодо розвитку Збройних Сил України, їх технічного оснащення, підготовки та всебічного забезпечення, визначення основ їх застосування, а також управління ними.
27 березня 2020 року посада Головнокомандувача Збройних сил України відокремлена від посади Начальника Генерального штабу ЗСУ згідно зі статтею 8 Закону України «Про Збройні Сили України» у редакції від 21 червня 2018 року та указу Президента України від 27 березня 2020 року.

## Повноваження
Повноваження Головнокомандувача Збройних Сил України (затверджуються Президентом України):
| Здійснює: | - безпосереднє військове керівництво Збройними Силами України - управління застосуванням Збройних Сил України, а також переданих в його підпорядкування сил і засобів інших складових сил оборони - контроль готовності Збройних Сил України, а також сил і засобів інших складових сил оборони, які сплановані для передачі в його підпорядкування для виконання завдань оборони держави |
| Визначає комплект боєздатних сил і засобів Збройних Сил України для передачі його Командувачу об'єднаних сил | |
| Організовує: | - підтримання спроможностей до застосування Збройних Сил України, а також переданих в його підпорядкування сил і засобів інших складових сил оборони - контроль стану забезпечення Збройних Сил України військовою технікою, озброєнням та іншими майном і ресурсами - спільну підготовку Збройних Сил України та інших складових сил оборони, які сплановані для передачі в його підпорядкування, для набуття ними необхідних об'єднаних спроможностей до виконання завдань оборони держави - розроблення та подання на затвердження Стратегічного замислу застосування 3бройних Сил України, інших складових сил оборони з відсічі збройній агресії та Стратегічного плану застосування 3бройних Сил України, інших складових сил оборони з відсічі збройній агресії |
| Звітує перед Президентом України та Міністром оборони України з питань досягнення воєнно-стратегічних цілей у сфері оборони військовими силами і засобами, а також підтримання спроможностей цих сил і засобів до застосування | |
| Затверджує: | - розроблені підпорядкованими органами військового управління документи (доктрини, настанови, стандарти тощо) з питань розвитку та забезпечення видів, окремих родів військ (сил) Збройних Сил України, а також погоджує документи з питань розвитку інших складових сил оборони в частині, що стосується набуття ними необхідних спроможностей до виконання завдань оборони держави - документи (доктрини, настанови, стандарти тощо) з питань застосування Збройних Сил України та інших складових сил оборони під час виконання завдань оборони держави - положення про командування видів, окремих родів військ (сил) Збройних Сил України |
| Видає з питань, що належать до його компетенції, обов'язкові для виконання у 3бройних Силах України та інших складових сил оборони накази та директиви                                                                         | |
| Встановлює в установленому порядку почесні нагрудні знаки Головнокомандувача Збройних Сил України та нагороджує ними військовослужбовців, працівників Збройних Сил України та інших осіб                                       | |
| Вносить в установленому порядку клопотання про відзначення військовослужбовців, працівників 3бройних Сил України та інших осіб державними нагородами України і заохочувальними відзнаками Міністерства оборони України         | |
| Виконує інші повноваження відповідно до законів України та виданих на їх основі нормативна-правових актів. | |

## Апарат Головнокомандувача ЗСУ
З 2020 року повноцінне здійснення посадових обов'язків Головнокомандувача Збройних Сил України забезпечує Апарат (АГК ЗСУ). Юрисдикція військового управління поширюється на всю територію України.
Функціональні підрозділи відомства:
- Апарат забезпечення службової діяльності Головнокомандувача ЗСУ (апарат помічників)
- Апарат радників
- Відділ охорони державної таємниці
- Відділ протоколу
- Управління стратегічних комунікацій
- Управління внутрішнього контролю ЗСУ
- Управління з питань запобігання та виявлення корупції у ЗСУ
- Головне управління військової служби правопорядку ЗСУ
- Служба військового капеланства ЗСУ

## Відзнаки Головнокомандувача ЗСУ
Головнокомандувач Збройних Сил України присвоює такі почесні нагрудні знаки: з 23.12.2021 «Хрест Заслуги», «Хрест хоробрих», «Золотий хрест», «Срібний хрест», «Сталевий хрест», «Хрест Військова честь», «Комбатантський хрест», «За незламність», «За збережене життя» та «За сприяння війську»; з 09.07.2023 додатково «За сумлінну службу», «Честь та пам'ять» та «Кращий сержант (старшина) Збройних Сил України».
Почесні нагрудні знаки Головнокомандувача Збройних Сил України встановлені відповідно до Наказу Головнокомандувача Збройних Сил України № 411 від 23 грудня 2021 року «Про почесні нагрудні знаки Головнокомандувача Збройних Сил України», який остаточно набув чинності 01 червня 2022 року. До червня 2022 року Головнокомандувачем ЗСУ використовувалась система відзнак Начальника Генерального штабу.

## Нарукавний знак Головнокомандувача
З 2019 р. Головнокомандувач носить особливий нарукавний знак з двома схрещеними булавами на правому рукаві у передпліччі. Дизайн знаку заснований на гербах двох посад Польсько-Литовського королівства — Великого гетьмана коронного та Великого гетьмана литовського.

Нарукавний знак Апарату Головнокомандувача ЗСУ (на правому рукаві)
Нарукавний знак Головнокомандувача ЗСУ (на лівому рукаві)

## Головнокомандувачі Збройних Сил України
| № з/п | Фото                                    | Військове звання                                                | ПІБ                                     | Дата народження (вік призначення на посаду) | Призначення на посаду                   | Звільнення з посади (строк служби)                      |
| Головнокомандувачі Збройних Сил України | Головнокомандувачі Збройних Сил України | Головнокомандувачі Збройних Сил України                         | Головнокомандувачі Збройних Сил України | Головнокомандувачі Збройних Сил України     | Головнокомандувачі Збройних Сил України | Головнокомандувачі Збройних Сил України                 |
| --- | --------------------------------------- | --------------------------------------------------------------- | --------------------------------------- | ------------------------------------------- | --------------------------------------- | ------------------------------------------------------- |
| 3 (15) |                                         | - генерал - генерал-полковник                                   | Сирський Олександр Станіславович        | 26 липня 1965 (58 років)                    | 8 лютого 2024                           | дотепер (1 рік, 4 місяці, 1 тиждень та 5 днів)          |
| 2 (14) |                                         | - генерал - генерал-лейтенант - генерал-майор                   | Залужний Валерій Федорович              | 8 липня 1973 (48 років)                     | 27 липня 2021                           | 8 лютого 2024 (2 роки, 6 місяців, 1 тиждень та 5 днів)  |
| 1 (13) |                                         | - генерал-полковник                                             | Хомчак Руслан Борисович                 | 5 червня 1967 (52 роки)                     | 27 березня 2020                         | 27 липня 2021 (1 рік та 4 місяці)                       |
| Начальники Генерального штабу — Головнокомандувачі Збройних Сил України |                                         |                                                                 |                                         |                                             |                                         |                                                         |
| 8 (13) |                                         | - генерал-полковник - генерал-лейтенант                         | Хомчак Руслан Борисович                 | 5 червня 1967 (51 рік)                      | 21 травня 2019                          | 27 березня 2020 (10 місяців та 6 днів)                  |
| 7 (12) |                                         | - генерал армії України - генерал-полковник - генерал-лейтенант | Муженко Віктор Миколайович              | 10 жовтня 1961 (52 роки)                    | 3 липня 2014                            | 21 травня 2019 (4 роки, 10 місяців, 2 тижні та 4 дні)   |
| 6 (11) |                                         | - генерал-лейтенант                                             | Куцин Михайло Миколайович               | 15 серпня 1957 (56 років)                   | 28 лютого 2014                          | 3 липня 2014 (4 місяці та 5 днів)                       |
| 5 (10) |                                         | - адмірал                                                       | Ільїн Юрій Іванович                     | 21 серпня 1962 (51 рік)                     | 19 лютого 2014                          | 28 лютого 2014 (1 тиждень та 2 дні)                     |
| 4 (9) |                                         | - генерал-полковник - генерал-лейтенант                         | Замана Володимир Михайлович             | 3 грудня 1959 (52 роки)                     | 18 лютого 2012                          | 19 лютого 2014 (2 роки та 1 день)                       |
| 3 (8) |                                         | - генерал-полковник - генерал-лейтенант                         | Педченко Григорій Миколайович           | 3 січня 1955 (55 років)                     | 31 травня 2010                          | 18 лютого 2012 (1 рік, 8 місяців, 2 тижні та 4 дні)     |
| 2 (7) |                                         | - генерал армії України - генерал-полковник                     | Свида Іван Юрійович                     | 15 лютого 1950 (59 років)                   | 18 листопада 2009                       | 31 травня 2010 (6 місяців, 1 тиждень та 6 днів)         |
| 1 (6) |                                         | - генерал армії України - генерал-полковник                     | Кириченко Сергій Олександрович          | 4 травня 1952 (53 роки)                     | 16 червня 2005                          | 18 листопада 2009 (4 роки, 9 місяців та 2 тижні)        |
| ▌Міністри оборони України (якщо він військовослужбовець) або ▌Начальники Генерального штабу Збройних Сил України (якщо міністр цивільна особа) як Головнокомандувачі Збройних Сил України |                                         |                                                                 |                                         |                                             |                                         |                                                         |
| 6 |                                         | - генерал-полковник                                             | Кириченко Сергій Олександрович▐         | 4 травня 1952 (52 роки)                     | 4 лютого 2005                           | 16 червня 2005 (4 місяці, 1 тиждень та 5 днів)          |
| 5 |                                         | - генерал армії України                                         | Кузьмук Олександр Іванович▐             | 17 квітня 1954 (50 років)                   | 24 вересня 2004                         | 3 лютого 2005 (4 місяці, 1 тиждень та 3 дні)            |
| 4 |                                         | - генерал-лейтенант                                             | Кириченко Сергій Олександрович▐         | 4 травня 1952 (52 роки)                     | 19 липня 2004                           | 24 вересня 2004 (2 місяці та 5 днів)                    |
| 3 |                                         | - генерал-полковник                                             | Затинайко Олександр Іванович▐           | 30 січня 1949 (54 роки)                     | 25 червня 2003                          | 3 червня 2004 (11 місяців, 1 тиждень та 2 дні)          |
| 2 |                                         | - генерал армії України                                         | Шкідченко Володимир Петрович▐           | 1 січня 1948 (53 роки)                      | 24 жовтня 2001                          | 25 червня 2003 (1 рік, 8 місяців та 1 день)             |
| 1 |                                         | - генерал армії України                                         | Кузьмук Олександр Іванович▐             | 17 квітня 1954 (46 років)                   | 7 листопада 2000                        | 24 жовтня 2001 (11 місяців, 2 тижні та 3 дні)           |
| Президент України як Головнокомандуючий Збройними Силами України (у 1993 році назву доповнено текстом «Верховний», а у 2000 році замінено суфікс та закінчення -уючий на -увач)           |                                         |                                                                 |                                         |                                             |                                         |                                                         |
| |                                         |                                                                 | Кравчук Леонід Макарович                | 10 січня 1934 (57 років)                    | 6 грудня 1991                           | 22 листопада 1993 (1 рік, 11 місяців, 2 тижні та 2 дні) |